# L.O.V.E.
Pour les articles homonymes, voir Love.
L.O.V.E., communément appelé « Il dito » (« le doigt » en italien), est une sculpture moderne d'une main dont tous les doigts sont coupés, à l'exception du majeur. La sculpture est située sur la Piazza degli Affari (la "Place des Affaires") à Milan, où se trouve la bourse italienne. Le nom L.O.V.E. est l'acronyme de Libertà, Odio, Vendetta, Eternità (« Liberté, Haine, Vengeance, Éternité »), symbolisé par un geste obscène (un doigt d'honneur). La sculpture, réalisée en 2010, devait rester sur la place pendant seulement deux semaines, mais elle est toujours présente aujourd'hui.
Devant la controverse et l émotion suscitée, Maurizio Cattelan à offert la statue à la ville de Milan, à la condition expresse que celle-ci reste en place face à la bourse de Milan.
La communauté économique locale a protesté contre l'érection de la sculpture.
L'artiste, Maurizio Cattelan, n'a jamais précisé le sens exact de la sculpture, précisant que la signification se trouve dans l'imaginaire de chacun. Les deux explications les plus courantes sont qu'il représente une érosion du salut fasciste et qu'il s'agit d'une protestation contre les institutions financières, à la suite de la crise financière de 2007-2008. En effet, la sculpture se trouve devant le Palazzo Mezzanotte, un bâtiment construit pendant le fascisme et abritant aujourd'hui la bourse italienne.
Si la vue de face montre clairement un majeur dressé, la vue de profil fait clairement ressortir un salut fasciste, l'artiste offrant et renforçant ainsi l'interprétation de son double sens.